# Росіан
Росіан Фернанду Сантьягу Мендонса або просто Росіан (порт.-браз. Rocyan Fernando Santiago Mendonça / Rocyan / Aquaman; нар. 10 січня 2000, Оріньюс, Сан-Паулу, Бразилія) — бразильський футболіст, півзахисник ЮКСА.

## Життєпис
До 2018 року виступав за молодіжну команду «Греміо». У сезоні 2018/19 року перейшов до клубу другого австрійського дивізіону «Аустрія» (Лустенау). Після того, як «Греміо» подав скаргу на цей перехід Росіан отримав право грати лише у вересні 2018 року.
Дебютував у Другій лізі Австрії 16 вересня 2018 року, вийшов у стартовому складі в програному (0:1) виїзному поєдинку 7-го туру проти ФК «Блау-Вайса» (Лінц), а в перерві був замінений Даніелем Тіфенбахом. По завершенні сезону 2018/19 років залишив Лустенау. Після невдалого перегляду у клубі п'ятого німецького дивізіону «Штутгартер Кікерс» навесні 2020 року повернувся до Бразилії та приєднався до клубу вищого дивізіону «Атлетіку Мінейру».
Після закінчення терміну дії контракту в березні 2022 року «Бетім» оголосив про підписання Росіна. На початку липня 2022 року став гравцем резеріної команди «Форталези». Потім виступав за «Фредерікенсе».
Наприкінці березня 2024 року підписав контракт з ЮКСА, розрахований до літа 2027 року. У футболці тарасівського клубу дебютував 24 березня 2024 року в нічийному (1:1) виїзному поєдинку 20-го туру Другої ліги України проти одеської «Реал Фарми». Росіан вийшов на поле в стартовому складі, а на 82-й хвилині отримав пряму червону картку й залишив футбольне поле.

## Статистика виступів

### Клубна
Станом на 30 липня 2020 року
| Клуб                 | Сезон             | Ліга              | Ліга  | Ліга | Кубок | Кубок | Конт. турнір | Конт. турнір | Інші  | Інші | Загалом | Загалом |
| Клуб                 | Сезон             | Дивізіон          | Матчі | Голи | Матчі | Голи  | Матчі        | Голи         | Матчі | Голи | Матчі   | Голи    |
| -------------------- | ----------------- | ----------------- | ----- | ---- | ----- | ----- | ------------ | ------------ | ----- | ---- | ------- | ------- |
| «Аустрія» (Лустенау) | 2018–19           | Друга ліга        | 7     | 1    | 1     | 0     | –            | –            | 0     | 0    | 8       | 1       |
| «Аустрія» (Лустенау) | 2019–20           | Друга ліга        | 0     | 0    | 0     | 0     | –            | –            | 0     | 0    | 0       | 0       |
| Усього за кар'єру    | Усього за кар'єру | Усього за кар'єру | 7     | 1    | 1     | 0     | 0            | 0            | 0     | 0    | 8       | 1       |

Коментарі
1. ↑  Матчі в Кубку Австрії

## Досягнення
«Атлетіку Мінейру»
- Серія А Бразилії (U-20)
  -  Чемпіон (1): 2020